# 삼성 갤럭시 F41
삼성 갤럭시 F41(Samsung Galaxy F41)은 삼성전자가 제조한 안드로이드 스마트폰이다. 이 시리즈는 출시되는 첫 번째 휴대폰이다. 이 휴대폰은 6000mAh 배터리, 64MP 메인 카메라, 초광각 및 깊이 센서를 탑재하고 있으며 슈퍼 아몰레드 디스플레이가 6.4인치로 탑재됐다. 세 가지 색상(퓨전 그린, 퓨전 블랙, 퓨전 블루)으로 제공된다.

## 사양

### 하드웨어
삼성 갤럭시 F41은 해외 시장인 삼성 갤럭시 M21과 동일한 하드웨어와 카메라를 가지고 있다.

### 소프트웨어
삼성 갤럭시 F41은 안드로이드 10과 One UI 2를 탑재하고 있다.